# Plage des Badamiers
La plage des Badamiers est une plage qui est située au nord de Petite-Terre à Mayotte dans la commune de Dzaoudzi.

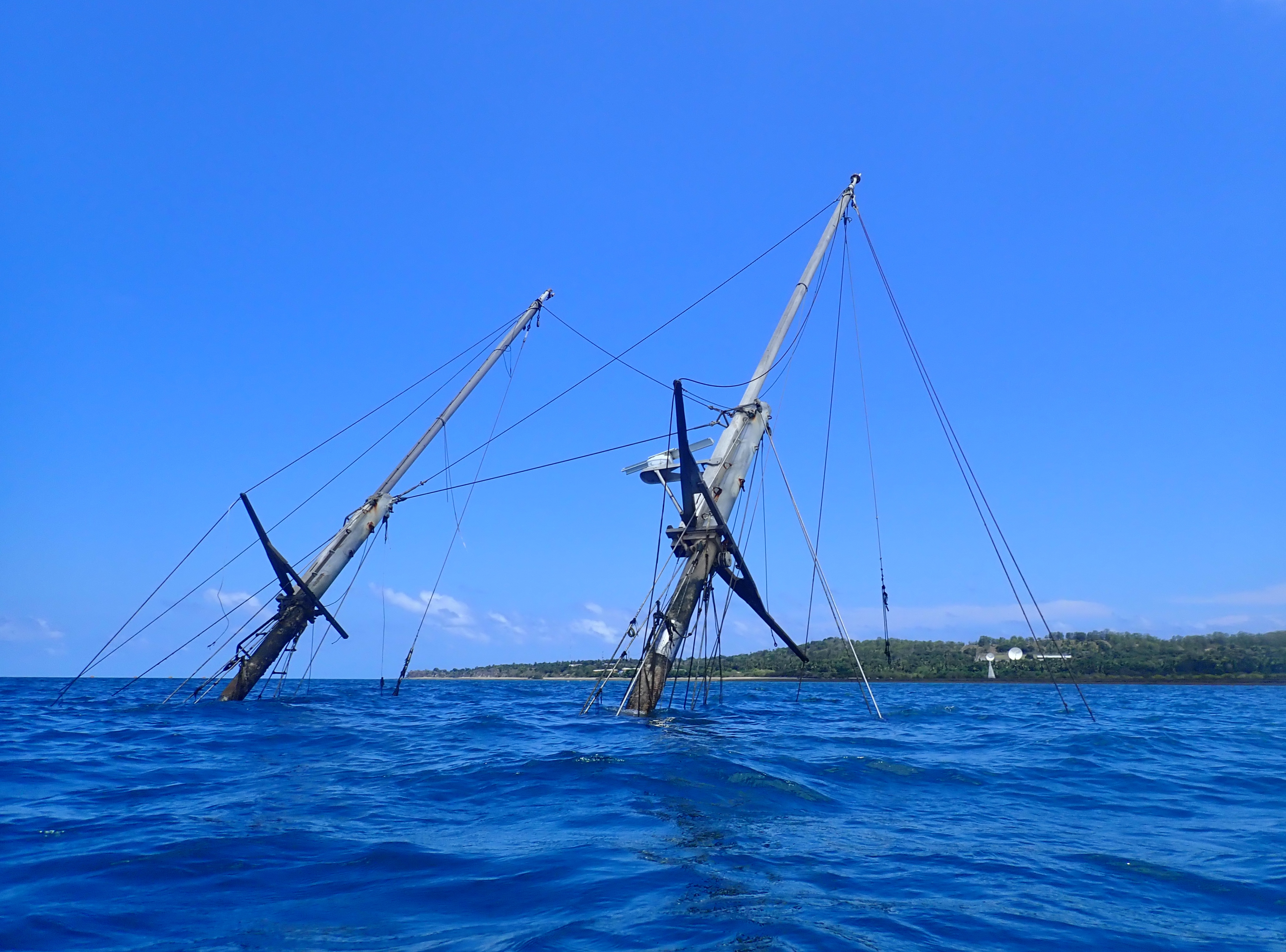
L'épave de la Dwyn Wen fait face à la plage des Badamiers.